# And & End
And & End là đĩa mở rộng thứ sáu của nhóm nhạc nữ Hàn Quốc T-ara. Album đánh dấu sự trở lại của nhóm sau album tiếng Nhật Gossip Girls được phát hành cùng năm.

## Phát hành
Ngày 6 tháng 8 năm 2014, có thông báo rằng T-ara sẽ trở lại với một album vào tháng sau. Ngày 11 tháng 9 năm 2014, T-ara có sự trở lại với đĩa mở rộng thứ 6 And & End khi giữ vị trí thứ 2 trên Gaon tuần và thứ 10 với Gaon tháng với doanh số 20.677 bản. Album này cũng giành vị trí thứ 12 trên Bảng xếp hạng album thế giới.
Ca khúc chủ đề cho And & End là "Sugar Free" theo thể loại nhạc dance điện tử (EDM) với vũ đạo "rắc đường" cùng nền nhạc điện tử dồn dập và sôi động, làm người nghe bắt gặp phong cách nhạc lặp đi lặp lại, dễ gây nghiện. "Sugar Free" do Shinsadong Tiger sản xuất, người đã làm việc với nhóm qua các đĩa đơn "Roly-Poly", "Lovey-Dovey", "Number 9" và nhạc sĩ Beom & Nang.

## Danh sách bài hát
| And & End        | And & End                                           | And & End                     | And & End                     | And & End  |
| STT              | Nhan đề                                             | Phổ lời                       | Phổ nhạc                      | Thời lượng |
| ---------------- | --------------------------------------------------- | ----------------------------- | ----------------------------- | ---------- |
| 1.               | "Sugar Free" (슈가프리)                             | Shinsadong Tiger, Beom & Nang | Shinsadong Tiger, Beom & Nang | 3:55       |
| 2.               | "Orgr" (Oh Ready Go Ready)                          | 4th Hitter, S.Kim             | 4th Hitter, S.Kim             | 2:58       |
| 3.               | "I Don't Want You" (남주긴 아까워; Namjugin Akkawo) | Duble Sidekick                | Duble Sidekick, Radio Galaxi  | 2:58       |
| 4.               | "Last Calendar" (지난 달력; Jinan Dallyeog)         | Roco, Rocoberry               | Rocoberry                     | 2:47       |
| 5.               | "I See Her" (그녀를 보면; Geunyeoreul Bomyeon)      | Conan, Roco                   | Conan                         | 3:10       |
| 6.               | "Sugar Free" (Instrumental)                         | Shinsadong Tiger, Beom & Nang | Shinsadong Tiger              | 3:55       |
| Tổng thời lượng: | Tổng thời lượng:                                    | Tổng thời lượng:              | Tổng thời lượng:              | 23:38      |

| Phiên bản kỹ thuật số | Phiên bản kỹ thuật số                               | Phiên bản kỹ thuật số         | Phiên bản kỹ thuật số         | Phiên bản kỹ thuật số |
| STT                   | Nhan đề                                             | Phổ lời                       | Phổ nhạc                      | Thời lượng            |
| --------------------- | --------------------------------------------------- | ----------------------------- | ----------------------------- | --------------------- |
| 1.                    | "Sugar Free" (BigRoom Version)                      | Shinsadong Tiger, Beom & Nang | Shinsadong Tiger, Beom & Nang | 3:55                  |
| 2.                    | "Sugar Free"                                        | Shinsadong Tiger, Beom & Nang | Shinsadong Tiger, Beom & Nang | 3:55                  |
| 3.                    | "I Don't Want You" (남주긴 아까워; Namjugin Akkawo) | Duble Sidekick                | Duble Sidekick, Radio Galaxi  | 2:58                  |
| 4.                    | "ORGR"                                              | 4th Hitter, S.Kim             | 4th Hitter, S.Kim             | 2:58                  |
| 5.                    | "Calendar" (지난 달력; Jinan Dallyeog)              | Roco, Rocoberry               | Rocoberry                     | 2:47                  |
| 6.                    | "If I See Her" (그녀를 보면; Geunyeoreul Bomyeon)   | Conan, Roco                   | Conan                         | 3:10                  |
| 7.                    | "Sugar Free" (BigRoom Version Instrumental)         | Shinsadong Tiger, Beom & Nang | Shinsadong Tiger              | 3:55                  |

## EDM Club Sugar Free Edition

### Phát hành
EDM Club Sugar Free Edition là album remix thứ hai của nhóm nhạc nữ Hàn Quốc T-ara, album phát hành dưới dạng kỹ thuật số vào 24 tháng 9 năm 2014 với doanh số bán hàng hơn 9434 bản.

### Danh sách bài hát
| STT | Bài hát                        | Âm nhạc                          |
| --- | ------------------------------ | -------------------------------- |
| 1.  | "Sugar Free" (English Version) | DJ Chuckie (tylko wyd. fizyczne) |
| 2.  | "Sugar Free" (English Version) | DJ Beatrappa, Ferry, Tera        |
| 3.  | "Sugar Free" (English Version) | DJ Ferry                         |
| 4.  | "Sugar Free" (English Version) | DJ Big Bounce                    |
| 5.  | "Sugar Free" (English Version) | DJ DION                          |
| 6.  | "Sugar Free" (English Version) | DJ Jeffrey Choi                  |
| 7.  | "Sugar Free" (English Version) | DJ pHatsound                     |
| 8.  | "Sugar Free" (English Version) | Monster Factory                  |
| 9.  | "Sugar Free" (English Version) | Original Edit                    |
| 10. | "Sugar Free" (Korean Version)  | DJ Chuckie (tylko wyd. fizyczne) |
| 11. | "Sugar Free" (Korean Version)  | DJ Beatrappa, Ferry, Tera        |
| 12. | "Sugar Free" (Korean Version)  | DJ Ferry                         |
| 13. | "Sugar Free" (Korean Version)  | DJ Big Bounce                    |
| 14. | "Sugar Free" (Korean Version)  | DJ DION                          |
| 15. | "Sugar Free" (Korean Version)  | DJ Jeffrey Choi                  |
| 16. | "Sugar Free" (Korean Version)  | DJ pHatsound                     |
| 17. | "Sugar Free" (Korean Version)  | Monster Factory                  |
| 18. | "Sugar Free" (Korean Version)  | Original Edit                    |

## Xếp hạng

### Album
| Bảng xếp hạng            | Xếp hạng cao nhất |
| ------------------------ | ----------------- |
| Gaon Weekly Album Chart  | 2                 |
| Gaon Monthly Album Chart | 10                |
| Gaon Yearly Album Chart  | 78                |
| Billboard's World Albums | 12                |

### Doanh số
| Bảng xếp hạng           | Doanh số bán hàng |
| ----------------------- | ----------------- |
| Gaon Yearly Album Chart | 20.677            |

## Lịch sử phát hành
| Khu vực  | Thời gian           | Định dạng           | Hãng đĩa                      |
| Hàn Quốc | 11 tháng 9 năm 2014 | CD, Tải kỹ thuật số | Core Contents Media/ KT Music |
| Toàn cầu | 11 tháng 9 năm 2014 | Tải kỹ thuật số     | Core Contents Media/ KT Music |
| -------- | ------------------- | ------------------- | ----------------------------- |